# Unité urbaine de Mulhouse

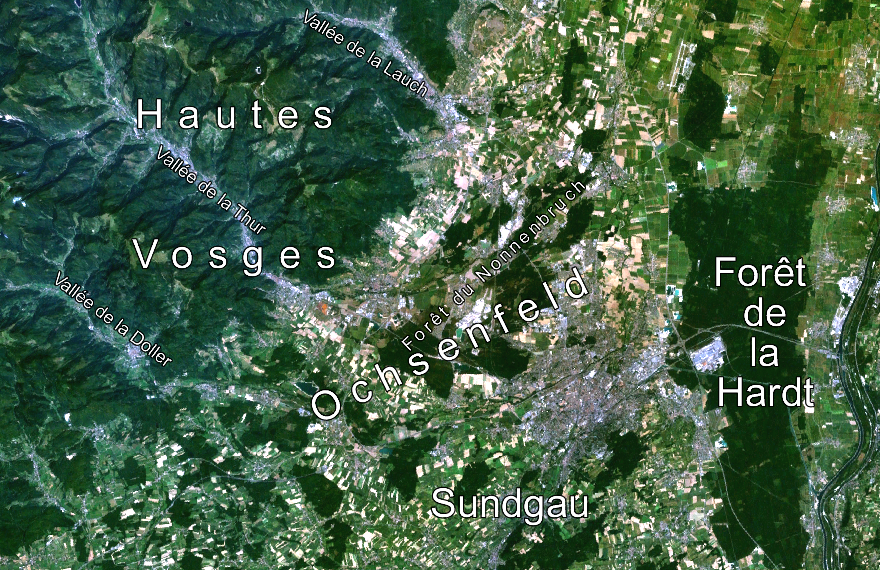
Vue satellite de Mulhouse et de sa banlieue, Landsat 7, NASA.

L’unité urbaine de Mulhouse ou agglomération urbaine de Mulhouse correspond à l'ensemble urbain qui constitue l'agglomération de Mulhouse au sens physique, défini principalement par l'Insee selon le critère de la continuité de l'habitat. Mulhouse est la 29e agglomération de France par le nombre d'habitants compris dans son unité urbaine, avec 245 505 habitants en 2022.

## Données générales
Dans le zonage réalisé par l'Insee en 1999, l'unité urbaine était composée de dix-neuf communes, toutes situées dans l'arrondissement de Mulhouse.
Dans le zonage réalisé en 2010, l'unité urbaine était composée de vingt communes, le périmètre s'étant étendu à Bollwiller et les communes de Feldkirch et Reiningue ayant remplacé celles de Didenheim et Ruelisheim.
Dans le nouveau zonage réalisé en 2020, elle est composée des vingt mêmes communes, celle de Brunstatt s'étant néanmoins agrandie géographiquement à Brunstatt-Didenheim par fusion avec Didenheim.
En 2022, avec 245 505 habitants, elle représente la 1re unité urbaine du département du Haut-Rhin et occupe le 4e rang dans la région Grand Est. Au niveau national, elle est au 29e rang.
En 2022, sa densité de population s'élève à 1 027 hab/km2. Par sa superficie, elle ne représente que 6,8 % du territoire départemental mais, par sa population, elle regroupe 31,98 % de la population du département du Haut-Rhin.
| \| Wittenheim Cité Jeune-Bois Pôle 430 Cité Fernand-Anna Cité Kullmann Cité Sainte-Barbe Schoenensteinbach Kingersheim Strueth Kaligone Pulversheim Aire de la Thur Wittelsheim Cité Langenzug Cité Amélie I Cité Graffenwald Cité Grassegert Cité Amélie II Brunstatt Didenheim Illzach Modenheim Île Napoléon Site PSA Ruelisheim Sausheim Baldersheim Bollwiller Feldkirch Cité Alex Staffelfelden Cité Rossalmend Richwiller Mulhouse intra-muros Bourtzwiller Doller Brustlein Wolf-Wagner Dornach Les Coteaux Parc des Collines Parc de la Mer Rouge Rebberg Pfastatt Lutterbach Morschwiller-le-bas Riedisheim Rixheim Habsheim \| |
| Carte de Mulhouse, ville intra-muros et banlieue provenant d'OpenStreetMap Les communes sont indiquées en gras et les quartiers en italique (Voir l'agrandissement du centre-ville plus loin dans l'article) |
| Wittenheim Cité Jeune-Bois Pôle 430 Cité Fernand-Anna Cité Kullmann Cité Sainte-Barbe Schoenensteinbach Kingersheim Strueth Kaligone Pulversheim Aire de la Thur Wittelsheim Cité Langenzug Cité Amélie I Cité Graffenwald Cité Grassegert Cité Amélie II Brunstatt Didenheim Illzach Modenheim Île Napoléon Site PSA Ruelisheim Sausheim Baldersheim Bollwiller Feldkirch Cité Alex Staffelfelden Cité Rossalmend Richwiller Mulhouse intra-muros Bourtzwiller Doller Brustlein Wolf-Wagner Dornach Les Coteaux Parc des Collines Parc de la Mer Rouge Rebberg Pfastatt Lutterbach Morschwiller-le-bas Riedisheim Rixheim Habsheim       |

Unité urbaine de Mulhouse en 2020

Au sein de l'unité urbaine, le centre-ville de Mulhouse exerce une forte attractivité qui s'étend sur tout le Sud-Alsace, c'est un pôle majeur de commerce, de services, d'équipements collectifs et d'emploi. C'est également un lieu de référence pour l'identité des habitants de l'agglomération. La commune de Mulhouse joue ainsi le rôle de ville-centre de l'agglomération.
Elle est appuyée par deux pôles secondaires structurants : les communes de Wittenheim et de Rixheim. Ces deux communes jouent un rôle de ville-lisière au sein de l'agglomération. Wittenheim est la plus importante des deux et structure tout le Nord de l'agglomération grâce notamment à une densité de services et d'espaces publics importants ainsi qu'à une surface commerciale qui est la plus importante de l'agglomération. Dans une moindre mesure, Rixheim joue également ce rôle pour le Sud de l'agglomération.

## Composition 2020 de l'unité urbaine
L'unité urbaine de Mulhouse est composée des 20 communes suivantes :
| Nom                     | Code Insee | Département | Statut       | Superficie (km2) | Population (dernière pop. légale) | Densité (hab./km2) | Modifier                                    |
| ----------------------- | ---------- | ----------- | ------------ | ---------------- | --------------------------------- | ------------------ | ------------------------------------------- |
| Mulhouse (ville-centre) | 68224      | Haut-Rhin   | ville-centre | 22,18            | 104 924 (2022)                    | 4 731              | modifier les données · modifier les données |
| Baldersheim             | 68015      | Haut-Rhin   | banlieue     | 12,76            | 2 577 (2022)                      | 202                | modifier les données · modifier les données |
| Bollwiller              | 68043      | Haut-Rhin   | banlieue     | 8,63             | 4 104 (2022)                      | 476                | modifier les données · modifier les données |
| Brunstatt-Didenheim     | 68056      | Haut-Rhin   | banlieue     | 14,10            | 8 176 (2022)                      | 580                | modifier les données · modifier les données |
| Feldkirch               | 68088      | Haut-Rhin   | banlieue     | 4,21             | 1 002 (2022)                      | 238                | modifier les données · modifier les données |
| Habsheim                | 68118      | Haut-Rhin   | banlieue     | 15,63            | 5 061 (2022)                      | 324                | modifier les données · modifier les données |
| Illzach                 | 68154      | Haut-Rhin   | banlieue     | 7,50             | 15 115 (2022)                     | 2 015              | modifier les données · modifier les données |
| Kingersheim             | 68166      | Haut-Rhin   | banlieue     | 6,69             | 13 265 (2022)                     | 1 983              | modifier les données · modifier les données |
| Lutterbach              | 68195      | Haut-Rhin   | banlieue     | 8,56             | 6 755 (2022)                      | 789                | modifier les données · modifier les données |
| Morschwiller-le-Bas     | 68218      | Haut-Rhin   | banlieue     | 7,55             | 3 666 (2022)                      | 486                | modifier les données · modifier les données |
| Pfastatt                | 68256      | Haut-Rhin   | banlieue     | 5,24             | 10 275 (2022)                     | 1 961              | modifier les données · modifier les données |
| Pulversheim             | 68258      | Haut-Rhin   | banlieue     | 8,54             | 3 075 (2022)                      | 360                | modifier les données · modifier les données |
| Reiningue               | 68267      | Haut-Rhin   | banlieue     | 18,54            | 1 923 (2022)                      | 104                | modifier les données · modifier les données |
| Richwiller              | 68270      | Haut-Rhin   | banlieue     | 5,55             | 3 786 (2022)                      | 682                | modifier les données · modifier les données |
| Riedisheim              | 68271      | Haut-Rhin   | banlieue     | 6,96             | 12 154 (2022)                     | 1 746              | modifier les données · modifier les données |
| Rixheim                 | 68278      | Haut-Rhin   | banlieue     | 19,53            | 14 125 (2022)                     | 723                | modifier les données · modifier les données |
| Sausheim                | 68300      | Haut-Rhin   | banlieue     | 16,91            | 5 597 (2022)                      | 331                | modifier les données · modifier les données |
| Staffelfelden           | 68321      | Haut-Rhin   | banlieue     | 7,42             | 4 070 (2022)                      | 549                | modifier les données · modifier les données |
| Wittelsheim             | 68375      | Haut-Rhin   | banlieue     | 23,63            | 10 364 (2022)                     | 439                | modifier les données · modifier les données |
| Wittenheim              | 68376      | Haut-Rhin   | banlieue     | 19,01            | 15 491 (2022)                     | 815                | modifier les données · modifier les données |

## Évolution démographique

Agglomérations de plus de 100000 habitants en France en 2022.

| 1968    | 1975    | 1982    | 1990    | 1999    | 2006    | 2011    | 2016    | 2022    |
| ------- | ------- | ------- | ------- | ------- | ------- | ------- | ------- | ------- |
| 205 576 | 226 296 | 227 930 | 231 174 | 237 880 | 242 353 | 243 894 | 246 006 | 245 505 |

#### Données générales
- Unité urbaine
- Aire d'attraction d'une ville
- Liste des unités urbaines de France

#### Données démographiques en rapport avec l'unité urbaine de Mulhouse
- Aire d'attraction de Mulhouse
- Arrondissement de Mulhouse

#### Données démographiques en rapport avec le Haut-Rhin
- Démographie du Haut-Rhin